# Polo na wielbłądach
Polo na wielbłądach – gra zespołowa uprawiana głównie w Mongolii. Odmiana polo, w której zamiast na koniach zawodnicy poruszają się na wielbłądach dwugarbnych.
Boisko do gry w polo na wielbłądach ma wymiary 150 na 100 metrów. Na jego liniach końcowych znajdują się bramki o wymiarach 5 na 1,5 metra. Mecz składa się z dwóch części po 10 minut każda z 5 minutową przerwą. W przypadku remisu odbywa się dogrywka, a jeżeli i ona nie przyniesie rozstrzygnięcia zarządzane są rzuty karne z odległości 10 metrów. 
Drużyna polo składa się z pięciu zawodników. Gra odbywa się gumową piłką o średnicy 12-15 centymetrów. 
Rozgrywki toczą się pod auspicjami powstałej w 2002 Mongolskiej Federacji Polo na Wielbłądach. Federacja skodyfikowała zasady gry oraz zajmuje się jej promocją między innymi przez organizowanie turniejów np: podczas festiwalu Naadam.